# جيلكو موسا
جيلكو موسا (بالكرواتية: Željko Musa) مواليد 8 يناير 1986 في موستار، جمهورية يوغوسلافيا الاشتراكية الاتحادية، هو لاعب كرة يد كرواتي. يلعب حاليا مع نادي ماغديبورغ لكرة اليد ويحمل الرقم 22. مثل منتخب كرواتيا لكرة اليد. حقق المركز الثاني في بطولة أوروبا لكرة اليد للرجال 2010.

## المسيرة الاحترافية
لعب مع نادي تريمو تربنجه لكرة اليد في الدوري السلوفيني من سنة 2007 إلى 2010، ثم لعب مع نادي جورينيه فيلينيه لكرة اليد من سنة 2010 إلى 2012، ثم انضم إلى فيف تارغي كيلسي في الدوري السلوفيني من سنة 2012 إلى 2016، ثم انضم إلى نادي ماغديبورغ لكرة اليد في الدوري الألماني في سنة 2016.

## سجل المنافسة
شارك في البطولات التالية:
- بطولة العالم لكرة اليد للرجال 2015
- بطولة أوروبا لكرة اليد للرجال 2012
- بطولة أوروبا لكرة اليد للرجال 2014

## الميداليات
| الميدالية | المسابقة                           |
| --------- | ---------------------------------- |
| فضية      | بطولة أوروبا لكرة اليد للرجال 2010 |
| برونزية   | بطولة أوروبا لكرة اليد للرجال 2012 |

## روابط خارجية
- جيلكو موسا على موقع الاتحاد الأوروبي لكرة اليد (الإنجليزية)